# یواس‌اس پوبلو (پی‌اف-۱۳)
یواس‌اس پوبلو (پی‌اف-۱۳) (به انگلیسی: USS Pueblo (PF-13)) یک کشتی بود که طول آن ۳۰۳ فوت ۱۱ اینچ (۹۲٫۶۳ متر) بود. این کشتی در سال ۱۹۴۴ ساخته شد.